# Higan
higan (anteriormente bsnes) é um emulador de vários sistemas da Nintendo que começou o desenvolvimento em 14 de outubro de 2004, ele foca na precisão da emulação sem utilizar compatibilidade de hacks, por isso os requisitos mínimos são mais elevados do que com outros emuladores. Atualmente suporta o sistema Famicom, Super Famicom (com 100% de compatibilidade), Game Boy, Game Boy Color, Game Boy Advance e os subsistemas Super Game Boy, BS-X e Sufami Turbo.

## Requisitos mínimos do sistema
- Windows 7 ou superior, MAC OS X 10.7 ou superior, FreeBSD 10.0 ou Linux com o núcleo 3.2 ou superior.[2]